# استان وادی‌الشاطئ
وادی‌الشاطئ (به عربی: شعبیة وادی الشاطئ) یک استان در لیبی است. وادی‌الشاطئ ۹۷٬۱۶۰ کیلومتر مربع مساحت و ۷۸٬۵۳۲ نفر جمعیت دارد.